# Biarritz
Biarritz (uitspraak: -rits; Baskisch: Miarritze) is een Franse stad aan de Golf van Biskaje in het zuidwesten van Frankrijk. Het is gelegen in het departement Pyrénées-Atlantiques (64) in de regio Nouvelle-Aquitaine. Biarritz is een populaire badplaats die vooral bekend staat om zijn stranden en zijn geschiedenis als vakantiebestemming voor Europese adel. Het ligt in Frans-Baskenland, vlak bij de grens met Spanje. De stad telde op 1 januari 2022 25.810 inwoners, die Biarrots worden genoemd.

## Geschiedenis
De oorspronkelijke naam van de stad is Béariz.
Biarritz was een bloeiende vissershaven in de middeleeuwen, vooral bekend voor de walvisvangst. Symbolisch voor de stad is de beeltenis van een walvisvaardersboot in het stadsschild. Door het verdwijnen van walvissen uit de Golf van Biskaje moesten de vissers steeds verder varen en stortte de industrie in. Daarboven kwamen verwoestende stormen in de 18e eeuw en de gevolgen van de Franse Revolutie en de Napoleontische Oorlogen.
Biarritz werd een bekende badstad vanaf de negentiende eeuw. Bekende badgasten in de beginperiode waren Napoleon Bonaparte (in 1808), Maria Carolina van Bourbon-Sicilië (in 1828) en Victor Hugo. Biarritz kwam nog meer in de belangstelling toen keizerin Eugénie besloot om er haar vakantieoord van te maken nadat ze er twee maanden had verbleven in 1854 en toen Napoleon III er een paleis liet bouwen. Dit zorgde ervoor dat Biarritz een centrum werd voor de Europese adel en gekroonde hoofden, wat haar de titel «la reine des plages et la plage des rois» (de koningin van de stranden en het strand der koningen) opleverde. In 1863 werd de spoorlijn Parijs-Bordeaux-Bayonne doorgetrokken tot in Biarritz. Ook na het einde van het Tweede Keizerrijk bleef de stad populair als badstad. In 1929 werd op de dijk het gemeentelijk casino geopend. Vanaf het einde jaren 1950 werd Biarritz een centrum voor surfen.
Tijdens de Tweede Wereldoorlog was Biarritz het eindpunt van de Atlantikwall.
Van 24 augustus 2019 tot 26 augustus 2019 was Biarritz het decor van de G7-top. De conferentie werd gehouden in La Halle d’Iraty.

## Geografie
De oppervlakte van Biarritz bedroeg op 1 januari 2022 11,66 vierkante kilometer; de bevolkingsdichtheid was toen 2.213,6 inwoners per km².
De onderstaande kaart toont de ligging van Biarritz met de belangrijkste infrastructuur en aangrenzende gemeenten.

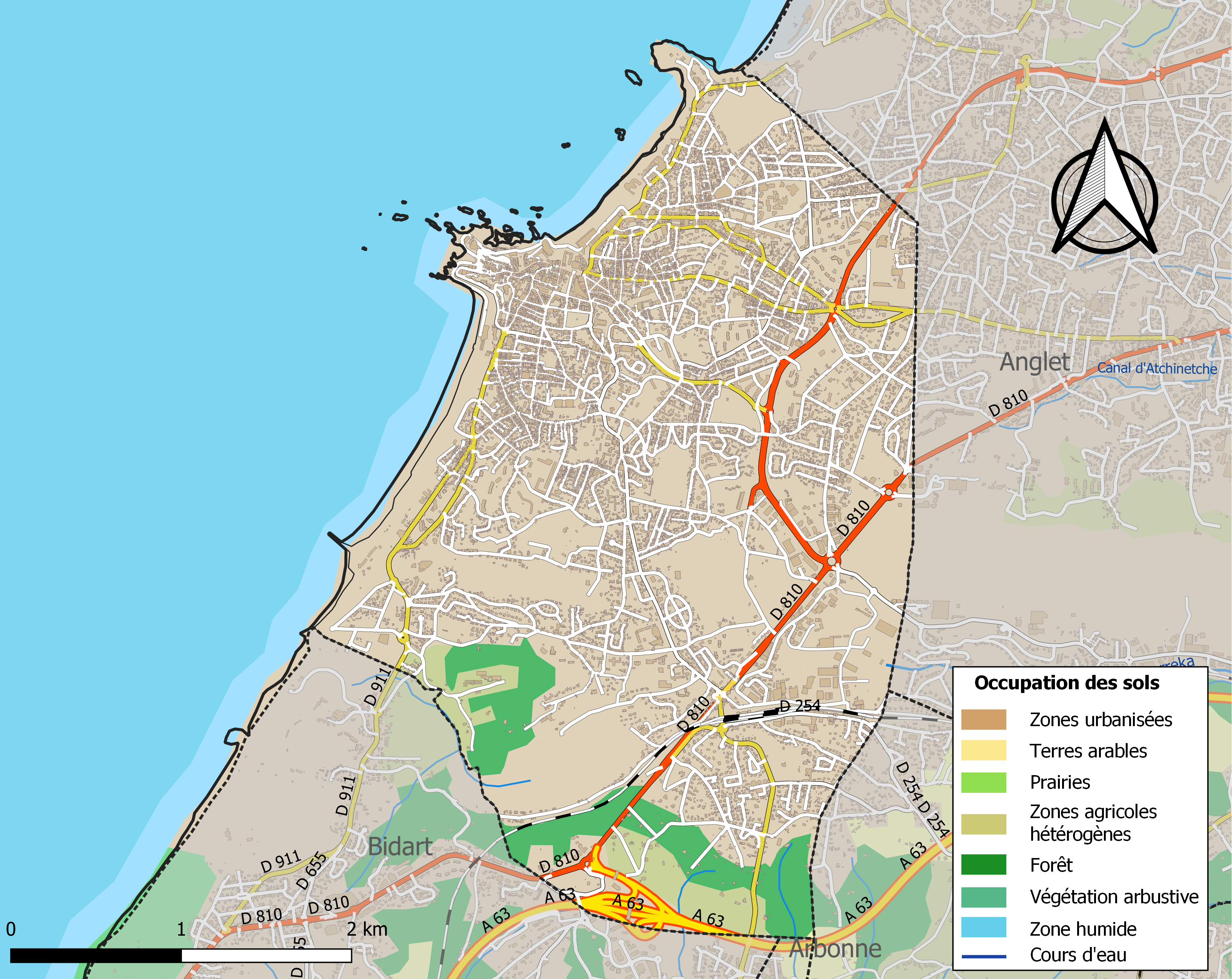

## Demografie
Onderstaande figuur toont het verloop van het inwonertal (bron: INSEE-tellingen).

## Verkeer en vervoer
In de stad ligt spoorwegstation Biarritz. De autosnelweg A63 loopt door de gemeente. De stad wordt bediend door de luchthaven Biarritz-Pays Basque.

## Bezienswaardigheden

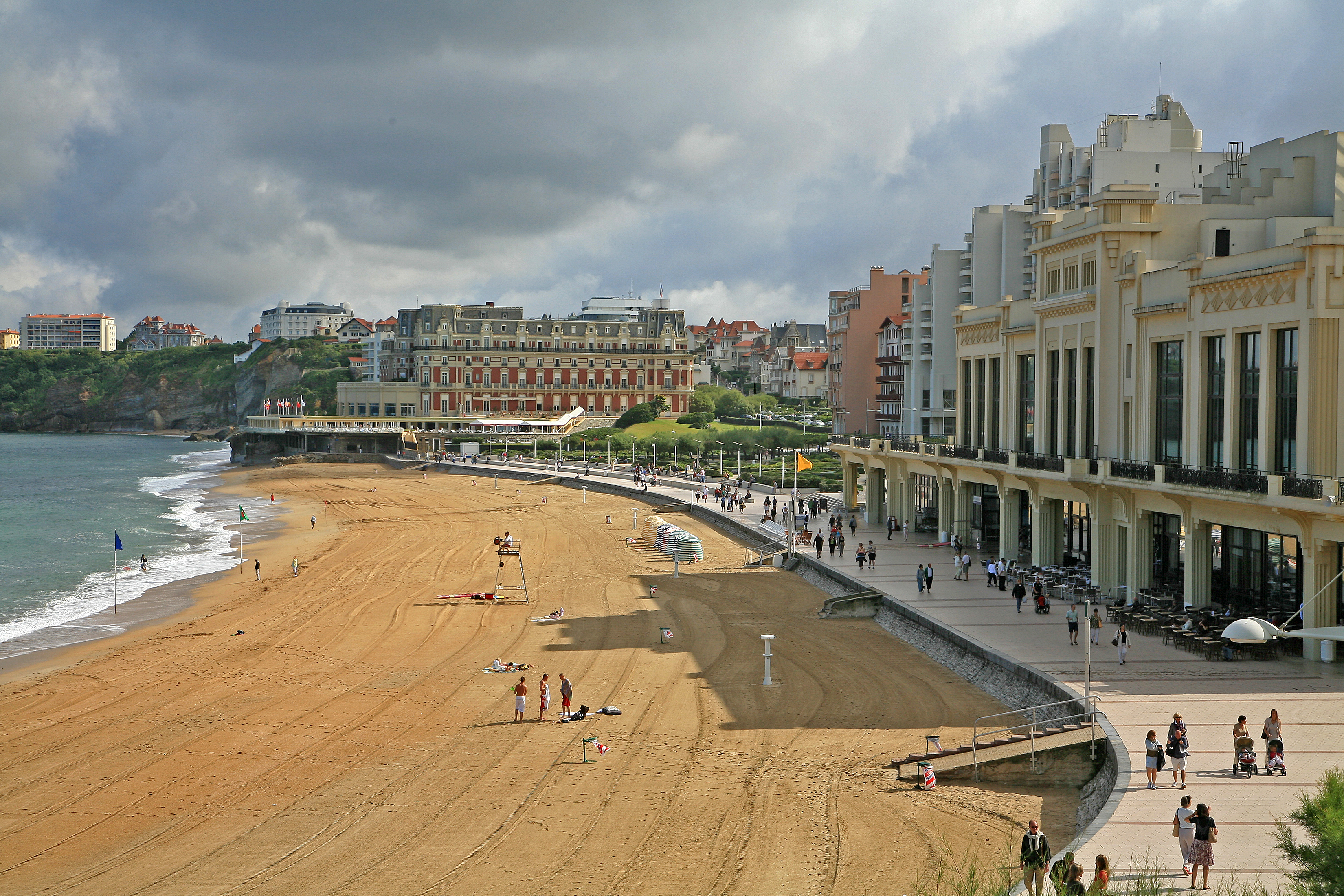
Grande Plage

- Rocher de la Vierge (Rots van de Maagd Maria), het embleem van de stad.
- Paleis van keizerin Eugénie en de keizerlijke kapel (1866)
- Saint Andrew's Church, anglicaanse kerk uit 1878
- Gemeentelijk casino in art-decostijl uit 1929
- Paardenrenbaan
- Villa Belza

### Musea
- Musée de la Mer (Zeemuseum met aquarium), gevestigd in een art-decogebouw
- Musée du Chocolat (Chocolademuseum)
- Asiatica, musée d'Art Oriental (Museum voor Oosterse kunst)
- Musée Historique de Biarritz (Museum voor de geschiedenis van Biarritz)

### Galerij

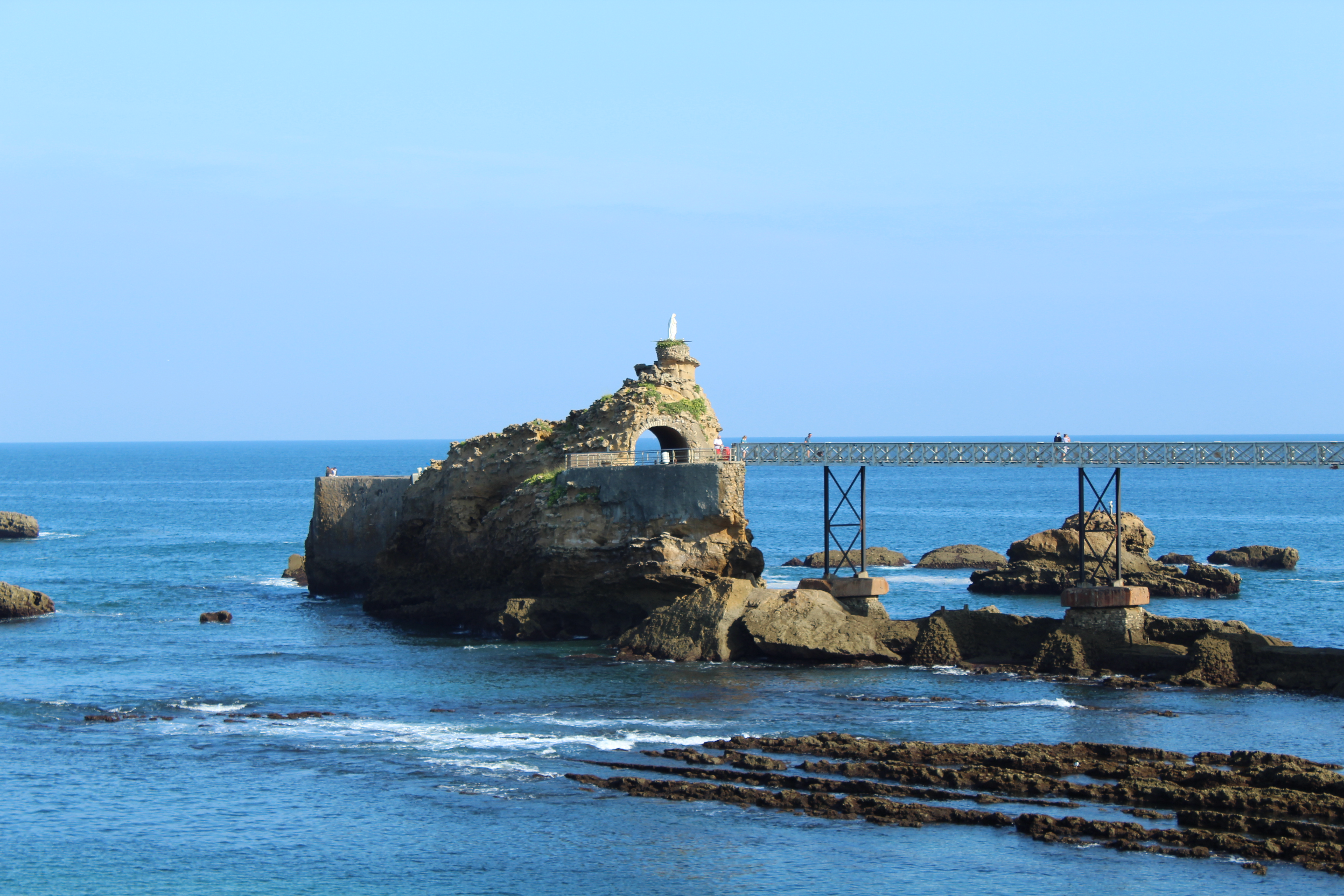
Rocher de la Vierge
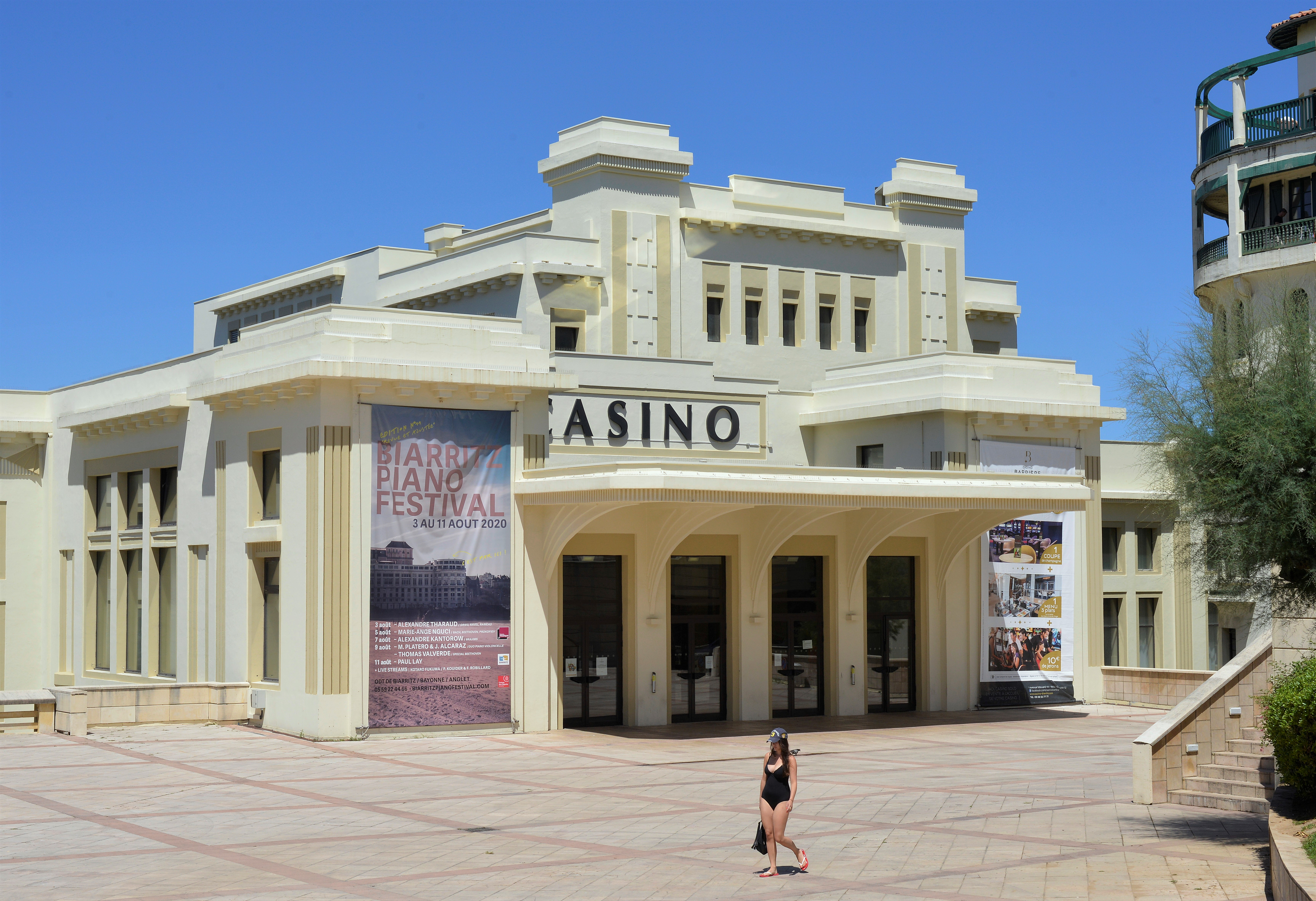
Gemeentelijk casino
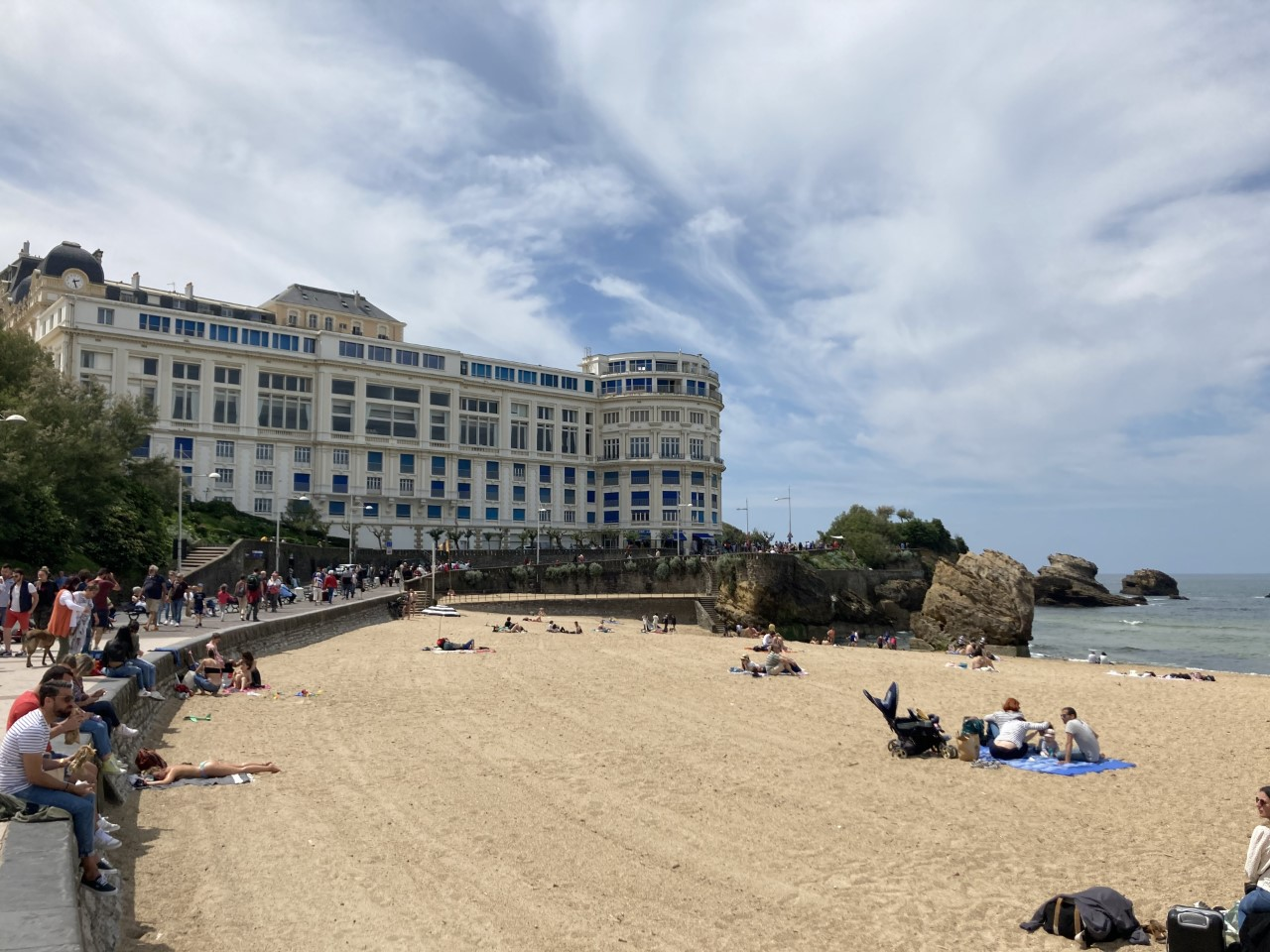
Casino Bellevue
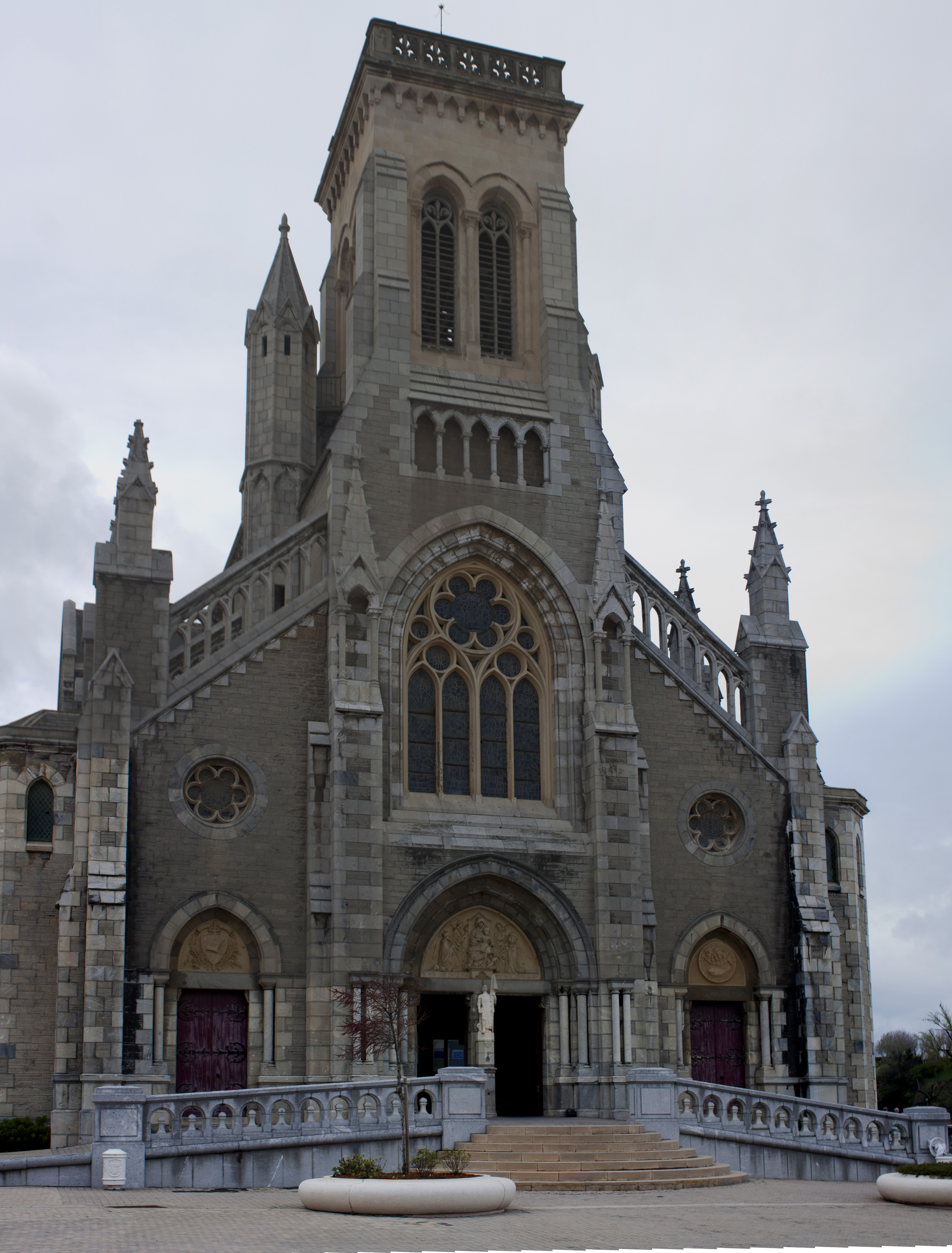
Kerk Sainte-Eugénie
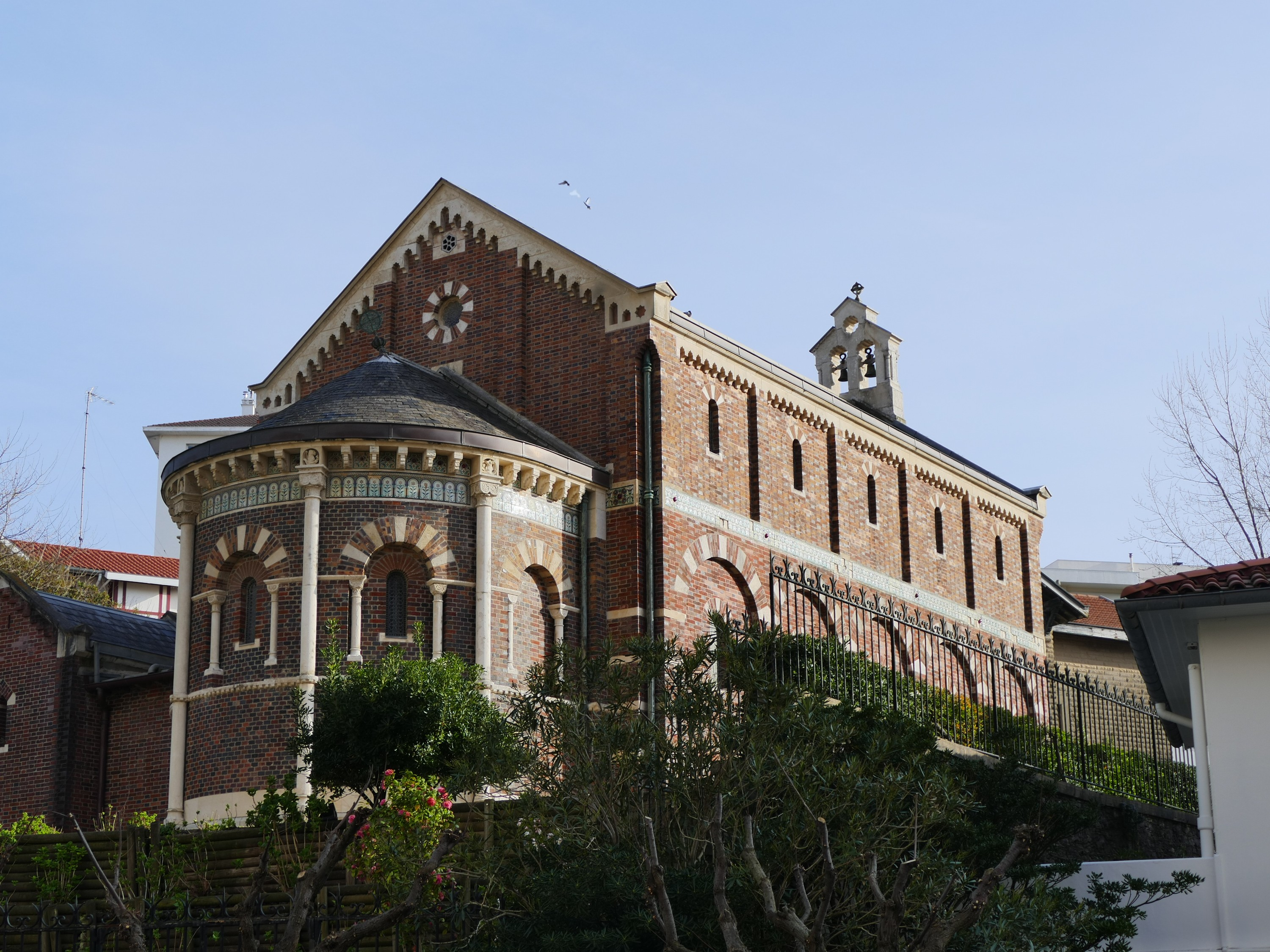
Keizerlijke kapel
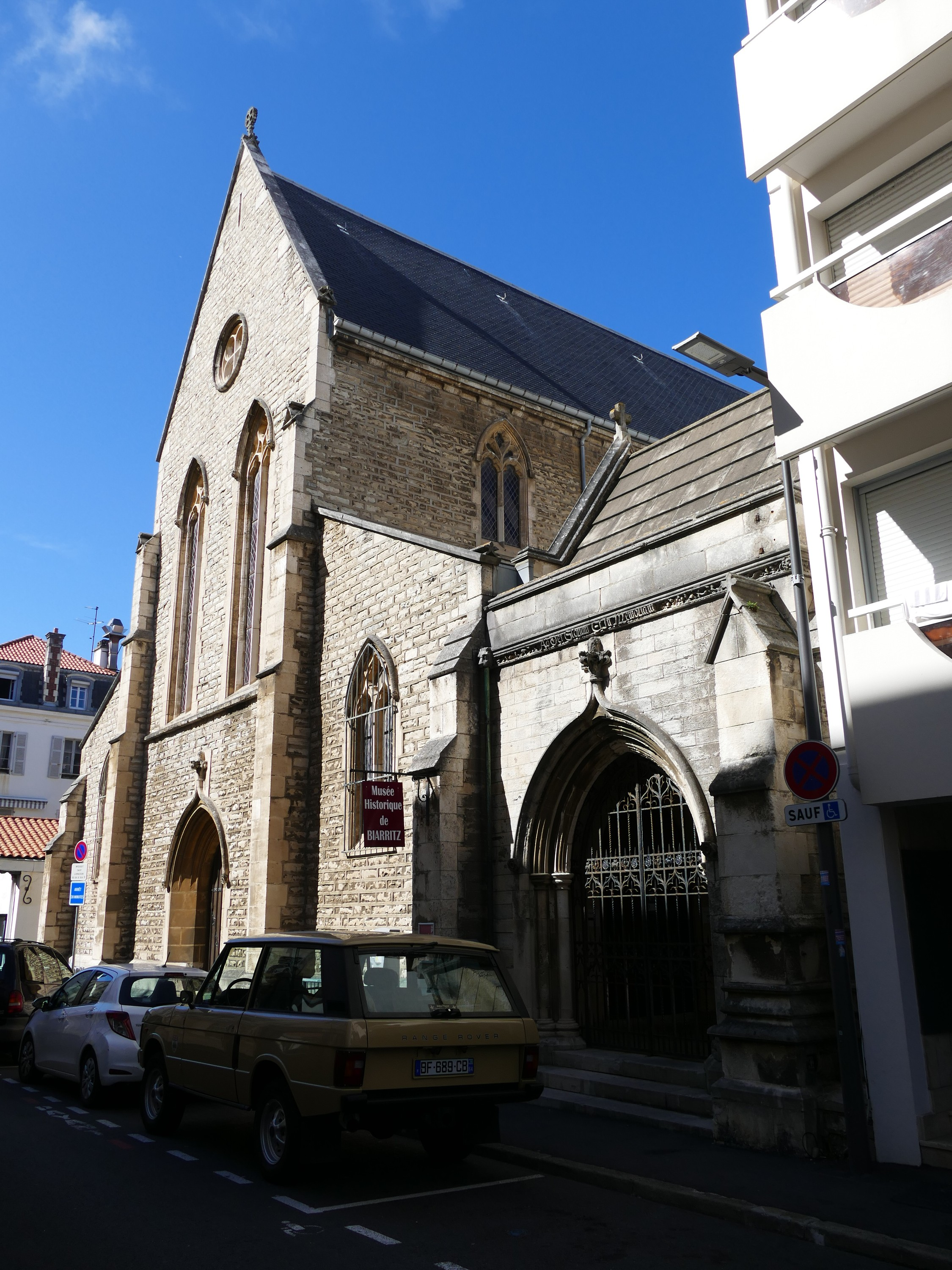
Saint Andrew's Church
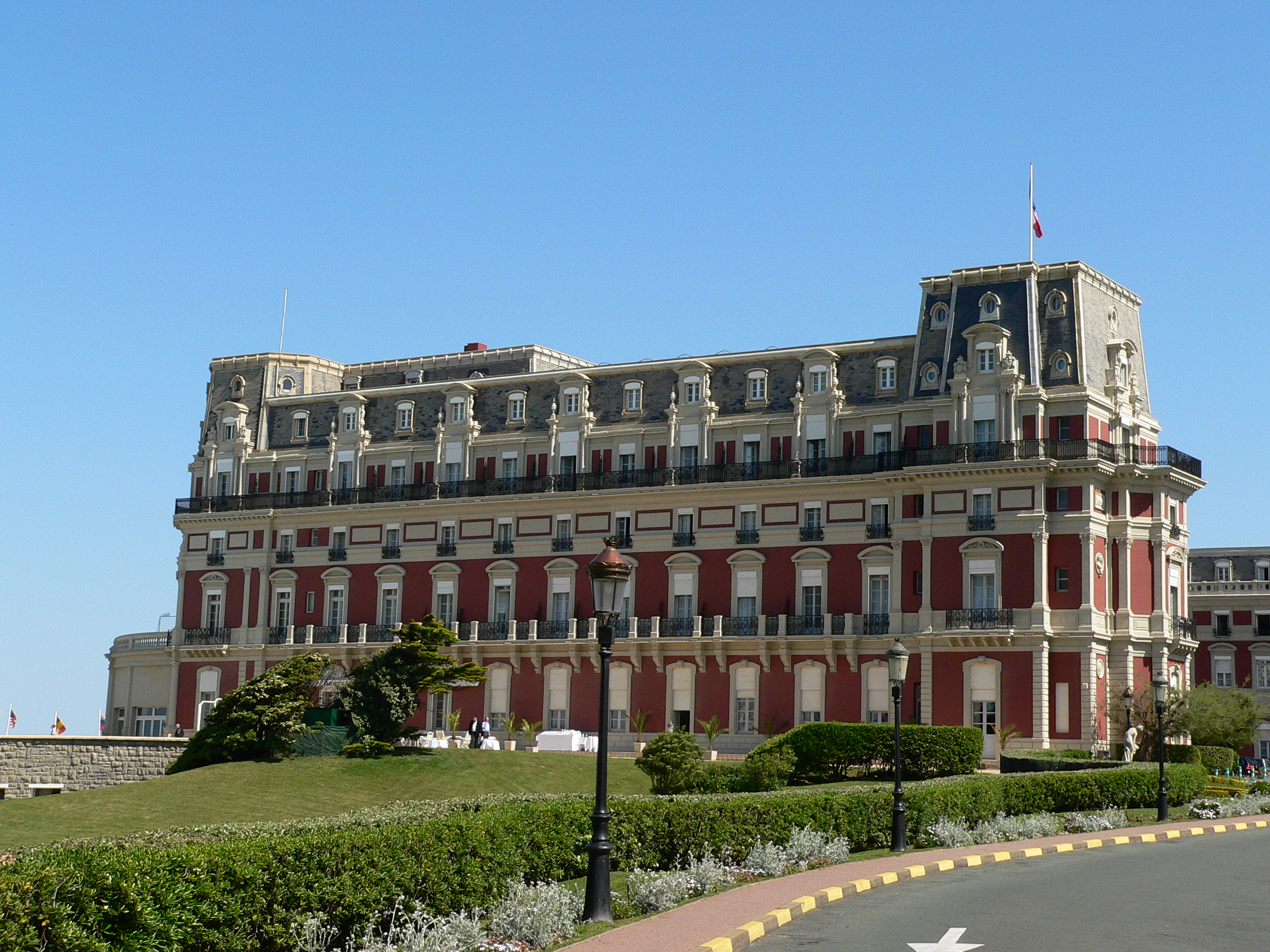
Hotel du Palais
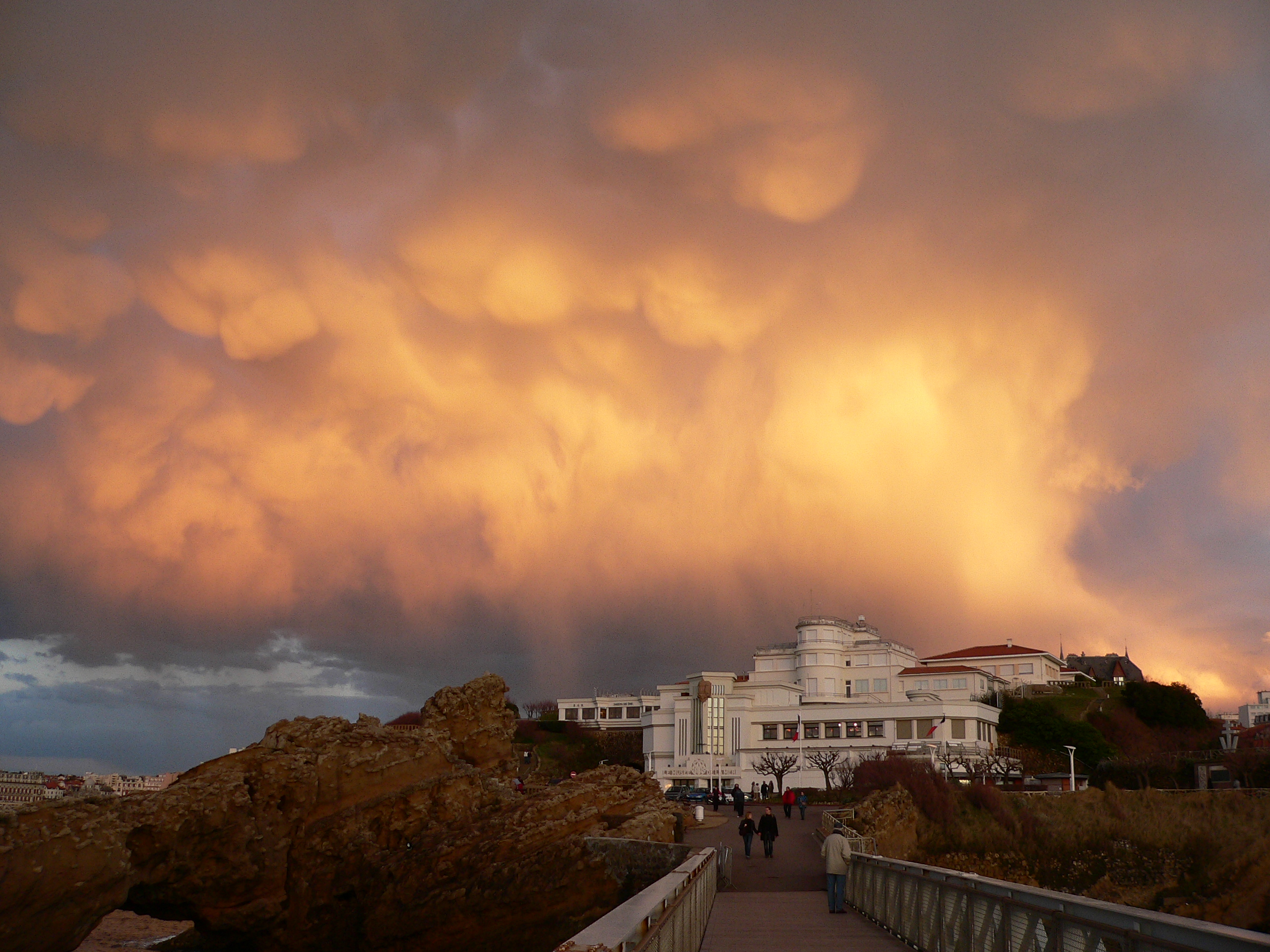
Musée de la mer
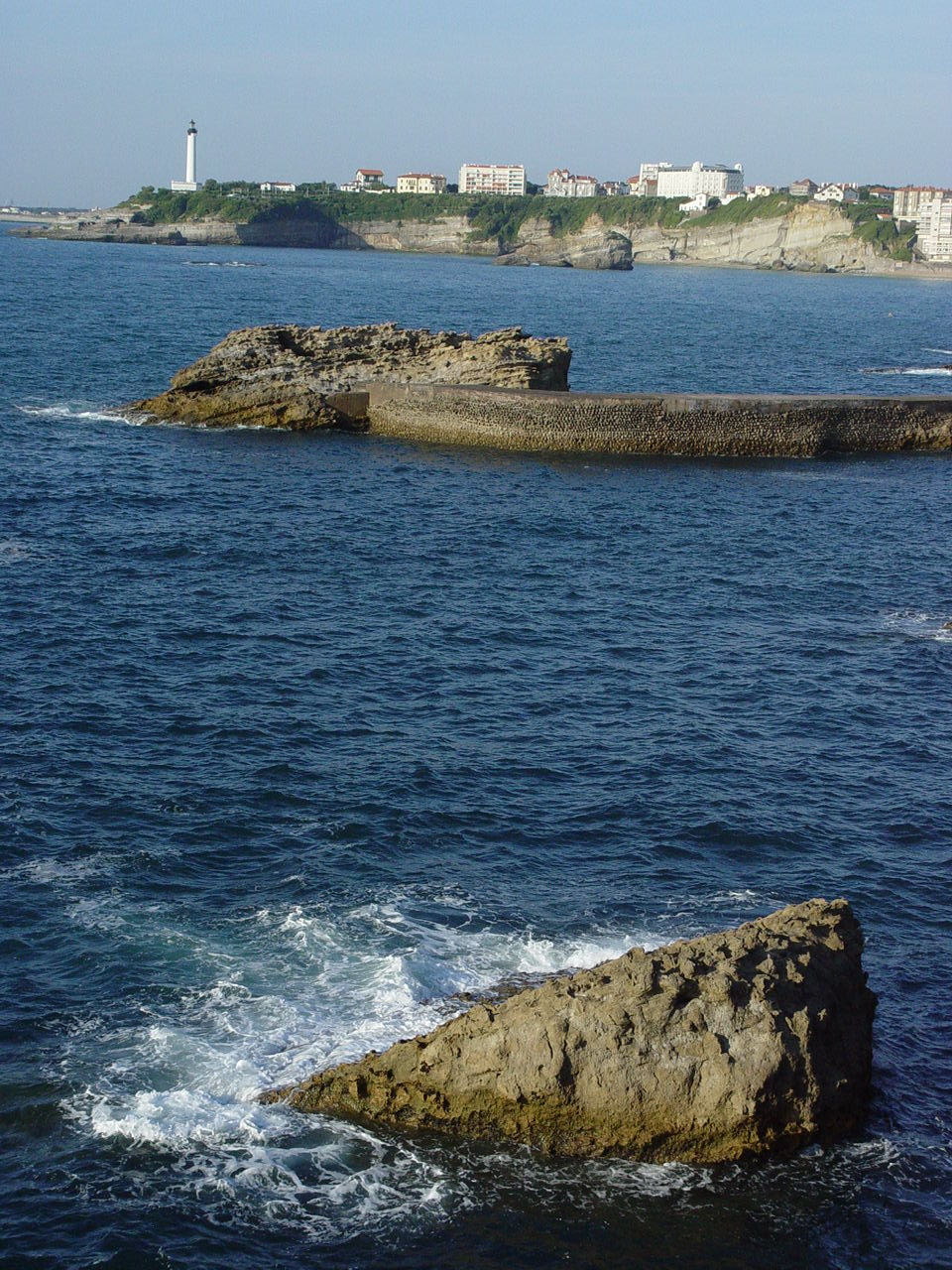
Zicht op de vuurtoren van Biarritz

## Sport
Biarritz is een belangrijk centrum voor surfen in Europa. De sport werd er in 1956 geïntroduceerd door Peter Viertel en Darryl Zanuck.
Biarritz was twee keer etappeplaats in de wielerkoers Tour de France. De stad was 2 keer zowel aankomst- als vertrekplaats van een etappe. De winnaars in Biarritz zijn Fransman Louison Bobet in 1948 en Spanjaard Miguel-Maria Lasa in 1978.

## Bekende inwoners van Biarritz

### Geboren
- Arnaud Massy (1877-1950), golfprofessional
- Elias van Bourbon-Parma (1880-1959), prins uit het huis Bourbon-Parma
- Pauline Carton (1884-1974), actrice en zangeres
- Yannick Bellon (1924-2019), cineast
- Jacques Bergerac (1927-2014), acteur
- Léopold Eyharts (1957), ruimtevaarder
- Marie-Laure de Lorenzi (1961), golfprofessional

### Overleden
- Maria Pia van Bourbon-Sicilië (1849-1882), prinses der Beide Siciliën, hertogin van Parma
- Pablo de Sarasate (1844-1908), Spaans violist en componist
- Eugénie Maksimilianovna van Leuchtenberg (1845-1925), hertogin van Leuchtenberg, prinses Romanovskaja, kleindochter van tsaar Nicolaas I van Rusland
- Frederika van Hannover (1848 -1926), Duitse prinses uit het Huis Hannover en prinses van Groot-Brittannië en Ierland
- Alexander van Oldenburg (1844-1932), hertog van Oldenburg
- Louison Bobet (1925-1983), wielrenner